# Val d’Oronaye
Val d’Oronaye (okzitanisch Vau d'Oronaia) ist eine französische Gemeinde mit 98 Einwohnern (Stand 1. Januar 2022) im Département Alpes-de-Haute-Provence in der Region Provence-Alpes-Côte d’Azur. Sie gehört zum Arrondissement Barcelonnette und zum gleichnamigen Kanton Barcelonnette. Sie entstand mit Wirkung vom 1. Januar 2016 als Commune nouvelle durch die Fusion der früheren Gemeinden Larche und Meyronnes.

## Gliederung
| Ortsteil                      | ehemaliger INSEE-Code | Fläche (km²) | Einwohnerzahl (2016) |
| ----------------------------- | --------------------- | ------------ | -------------------- |
| Larche                        | 04100                 | 68,86        | 57                   |
| Meyronnes (Verwaltungssitz)00 | 04120                 | 40,59        | 61                   |

## Geografie
Die Gemeinde grenzt im Osten an Italien. Die Nachbargemeinden auf französischem Staatsgebiet sind Jausiers, La Condamine-Châtelard, Saint-Paul-sur-Ubaye und Saint-Étienne-de-Tinée.
Val d’Oronaye ist durch die Départementsstraße 900 an das überregionale Straßennetz angeschlossen.

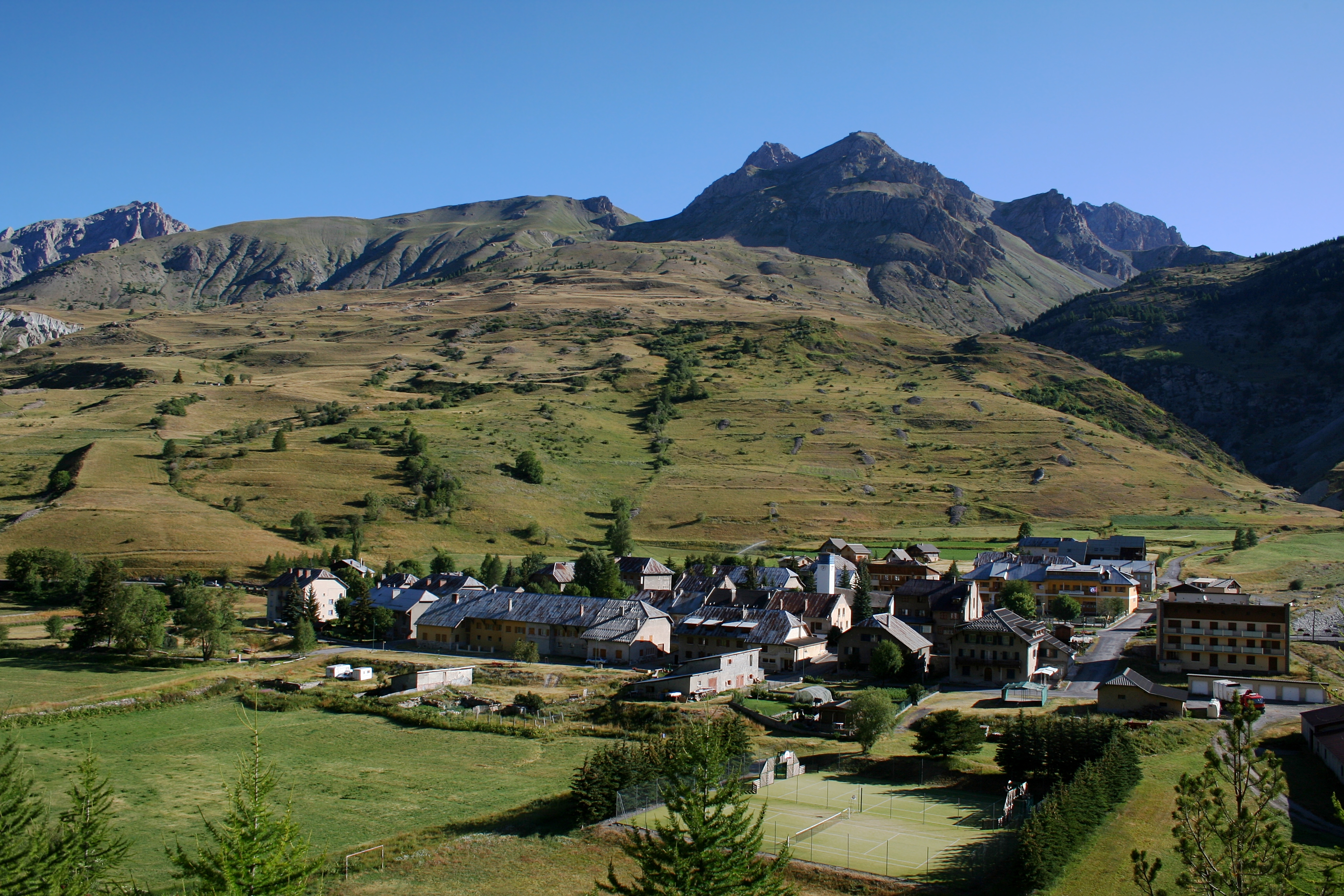
Blick auf den Ortsteil Larche